# Olga Lašová
Olga Lašová Arda (* 9. Dezember 1984 in Skalité, Tschechoslowakei) ist eine slowakische Fußballspielerin.

## Werdegang
Lašová begann mit dem Fußballspielen bei ŠK Slovan Bratislava. Im August 2004 wechselte sie von Slovan, nach Österreich zu 1. SVg Guntramsdorf, wo sie in der Saison 2005/06 beste Torschützin der Zweiten Division Ost wurde. 2007/08 wurde sie Zweite der Torschützenliste in der 2. Frauenliga Ost. Am 15. Juli 2011 unterschrieb sie dann beim SKV Altenmarkt.
Lašová ist seit 2004 Nationalspielerin für die slowakische Fußballnationalmannschaft der Frauen.